# Joe Grima
Joe Grima (3 gennaio 1943) è un ex calciatore maltese.

## Carriera

### Nazionale
Ha collezionato nove presenze con la propria Nazionale.